# Coccus guerinii
Coccus guerinii är en insektsart som först beskrevs av Victor Antoine Signoret 1869.  Coccus guerinii ingår i släktet Coccus och familjen skålsköldlöss.
Artens utbredningsområde är Mauritius. Inga underarter finns listade i Catalogue of Life.